# The day after tomorrow (Saybia)
The day after tomorrow is een lied van Saybia. Het is geschreven door de bandleden zelf.
De Deense band bracht het in 2002 uit op zijn debuutalbum The second you sleep. Daarnaast verscheen het dat jaar op een single. In 2003, het jaar dat Saybia op Lowlands stond, werd de single nogmaals in Nederland uitgebracht. In 2006 bracht de Deense zanger David Owe een cover van het nummer uit op zijn album Tomorrow.
Het is een lied over een onbereikbare liefde. Hij zingt dat zijn adem stokt als zijn geliefde bij hem in de buurt is.

## Singleversies
Er verschenen twee singleversies. Op de ene staat Come on closer als tweede nummer bijgevoegd. Op de andere, een maxisingle, staan de volgende nummers:
1. The day after tomorrow
2. Snake tongued beast
3. Come on closer
4. The day after tomorrow (live)

## Hitnoteringen
De single behaalde geen notering in Denemarken en evenmin in de Nederlandse Top 40 en de VRT Top 30. Wel kwam het in de twee andere hitlijsten in Nederland en Vlaanderen te staan. Toen de single in 2003 nogmaals in Nederland werd uitgebracht, bereikte hij geen hitnotering.
| The second you sleep in de Nederlandse Mega Top 100 van 11-05-2002 t/m 15-06-2002 | The second you sleep in de Nederlandse Mega Top 100 van 11-05-2002 t/m 15-06-2002 | The second you sleep in de Nederlandse Mega Top 100 van 11-05-2002 t/m 15-06-2002 | The second you sleep in de Nederlandse Mega Top 100 van 11-05-2002 t/m 15-06-2002 | The second you sleep in de Nederlandse Mega Top 100 van 11-05-2002 t/m 15-06-2002 | The second you sleep in de Nederlandse Mega Top 100 van 11-05-2002 t/m 15-06-2002 | The second you sleep in de Nederlandse Mega Top 100 van 11-05-2002 t/m 15-06-2002 |
| Week                                                                              | 1                                                                                 | 2                                                                                 | 3                                                                                 | 4                                                                                 | 5                                                                                 |                                                                                   |
| --------------------------------------------------------------------------------- | --------------------------------------------------------------------------------- | --------------------------------------------------------------------------------- | --------------------------------------------------------------------------------- | --------------------------------------------------------------------------------- | --------------------------------------------------------------------------------- | --------------------------------------------------------------------------------- |
| Positie                                                                           | 96                                                                                | 96                                                                                | 87                                                                                | 87                                                                                | 99                                                                                | uit                                                                               |

| The second you sleep in de Vlaamse Ultratop 30 van 28-09-2002 t/m binnen: 19-10-2002 | The second you sleep in de Vlaamse Ultratop 30 van 28-09-2002 t/m binnen: 19-10-2002 | The second you sleep in de Vlaamse Ultratop 30 van 28-09-2002 t/m binnen: 19-10-2002 | The second you sleep in de Vlaamse Ultratop 30 van 28-09-2002 t/m binnen: 19-10-2002 | The second you sleep in de Vlaamse Ultratop 30 van 28-09-2002 t/m binnen: 19-10-2002 | The second you sleep in de Vlaamse Ultratop 30 van 28-09-2002 t/m binnen: 19-10-2002 |
| Week                                                                                 | 1                                                                                    | 2                                                                                    | 3                                                                                    | 4                                                                                    |                                                                                      |
| ------------------------------------------------------------------------------------ | ------------------------------------------------------------------------------------ | ------------------------------------------------------------------------------------ | ------------------------------------------------------------------------------------ | ------------------------------------------------------------------------------------ | ------------------------------------------------------------------------------------ |
| Positie                                                                              | 46                                                                                   | 44                                                                                   | 45                                                                                   | 48                                                                                   | uit                                                                                  |

### NPO Radio 2 Top 2000
| Nummer met noteringen in de NPO Radio 2 Top 2000 | '14  | '15  | '16  | '17  | '18  | '19  |
| ------------------------------------------------ | ---- | ---- | ---- | ---- | ---- | ---- |
| The day after tomorrow                           | 1465 | 1158 | 1395 | 1316 | 1698 | 1926 |

1. ↑  Een vetgedrukt getal geeft de hoogste notering aan.
2. ↑  2014 was het eerste jaar met een notering voor dit nummer.
3. ↑  Deze tabel is bijgewerkt tot en met de laatste editie (2024).